# Briefträgerkissen

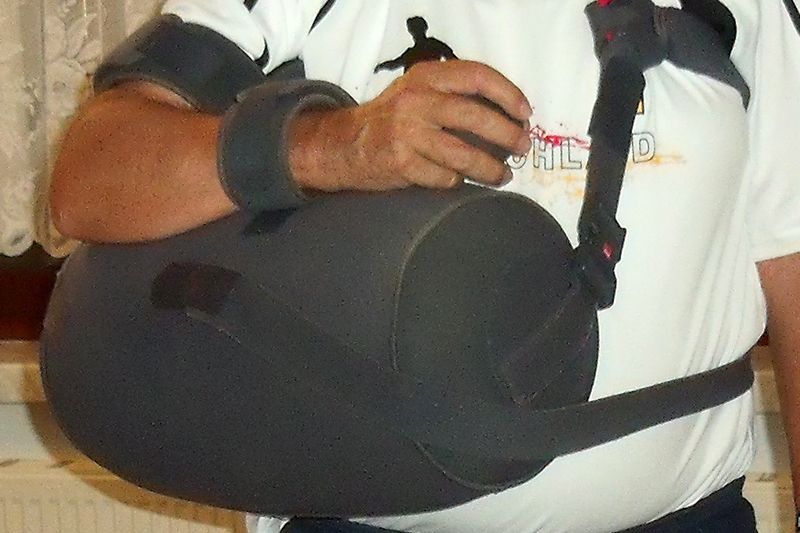
Briefträgerkissen, aufblasbare Variante

Ein Briefträgerkissen, auch als Abduktions- bzw. Schulter- oder Armabduktionskissen bezeichnet, ist ein medizinisches Hilfsmittel zur Stabilisierung des Schultergelenks nach Verletzungen oder Operationen (Orthese). Das Hilfsmittel aus dem Feld der Verbandsmittel zielt auf eine stabile Position des Oberarms am Ellbogengelenk, etwa eine Handbreite vom Rumpf entfernt. Ohne den Verband würde der am Körper anliegende Arm den Behandlungserfolg im Schultergelenk gefährden. 

## Aufbau
Das Briefträgerkissen besteht aus einer Auflage (dem Kissen), welche den Arm in angewinkelter Haltung in Abduktion und Anteversion fixiert. Das Kissen ist zumeist zylinder- oder keilförmig; es gibt solide sowie aufblasbare Ausführungen. Das Kissen wird mit einem Schulter- und einem Bauchgurt am Körper befestigt. Einige Briefträgerkissen verfügen zusätzlich über eine Handauflage.
Der Name Briefträgerkissen spielt darauf an, dass das Kissen mit einem Schultergurt, seitlich am Körper hängend und mit aufgelegtem Unterarm getragen wird, so wie die klassische Posttasche von Briefträgern getragen wurde.

## Anwendung
Ein Briefträgerkissen wird nach einer Operation oder nach einem Trauma der Schulter bzw. des Schultergelenks, beispielsweise einer Osteosynthese, einer operierten Rotatorenmanschettenruptur oder einer Schulterluxation, eingesetzt. Dabei dient es der medizinischen Rehabilitation der Gelenke und der Ruhigstellung der Schulter und des Armes. Die Verwendung des Kissens verhindert Muskelverkürzungen und eine Schädigung der Schulter-Gelenkkapsel („Frozen Shoulder“). 
Für die ersten Wochen der Rehabilitation nach dem Einsetzen eines künstlichen Schultergelenks, also einer Prothese, kann ein Briefträgerkissen zum Einsatz kommen. Auch für die ambulante Nachbehandlung nach der Operation eines angeborenen Schulterblatthochstandes werden Briefträgerkissen als vorübergehende Maßnahme verwendet.